# Бокенсдорф
Бокенсдорф (њем. Bokensdorf) општина је у њемачкој савезној држави Доња Саксонија. Једно је од 41 општинског средишта округа Гифхорн. Према процјени из 2010. у општини је живјело 952 становника. Посједује регионалну шифру (AGS) 3151004.

## Географски и демографски подаци
Бокенсдорф се налази у савезној држави Доња Саксонија у округу Гифхорн. Општина се налази на надморској висини од 72 метра. Површина општине износи 14,5 km². У самом мјесту је, према процјени из 2010. године, живјело 952 становника. Просјечна густина становништва износи 66 становника/km².